# Kon-Tiki (pel·lícula)
Kon-Tiki és una pel·lícula noruega de drama històric de 2012 dirigida per Joachim Rønning i Espen Sandberg, i basada en l'expedició que Thor Heyerdahl va fer el 1947 amb una Kon-Tiki. El paper de Thor és interpretat per l'actor noruec Pål Sverre Valheim Hagen. S'ha doblat i subtitulat al català central; i també s'ha doblat al valencià per a À Punt.
La cinta va ser la producció noruega més cara de l'any 2012 i també la més cara d'aquest país fins aquell moment. Però va donar a Noruega la seva cinquena nominació als Premis Oscar en la categoria de millor pel·lícula de parla no anglesa. A més, també va estar nominada als Globus d'Or d'aquell any. De fet, amb aquesta pel·lícula va ser la primera vegada que Noruega estava nominada tant pels Oscars com pels Globus d'Or.

## Argument
El 1947, l'explorador noruec Thor Heyerdahl tenia la teoria que els indígenes de Sud-amèrica precolombins podien haver creuat l'oceà Pacífic i haver-se instal·lat a la Polinèsia resolent així el misteri de com s'havien poblat aquestes illes. Per tal de demostrar-ho, Thor construeix una Kon-Tiki seguint les tècniques originals i amb un equip de cinc homes travessa l'oceà des del Perú fins a la Polinèsia fent un viatge èpic de 101 dies i 8.000 km durant els quals es van haver d'enfrontar a tempestes, taurons i, fins i tot, la fam.

## Repartiment
- Pål Sverre Valheim Hagen com Thor Heyerdahl
- Anders Baasmo Christiansen com Herman Watzinger
- Gustaf Skarsgård com Bengt Danielsson
- Odd-Magnus Williamson com Erik Hesselberg
- Tobias Santelmann com Knut Haugland
- Jakob Oftebro com Torstein Raaby
- Agnes Kittelsen com Liv Heyerdahl
- Manuel Cauchi com Jose Bustamente
- Richard Trinder com Løytnant Lewis
- Katinka Egres com una "señorita" bella
- Stefan Cronwall com Svensk eventyrer
- Eleanor Burke com un agent de viatges

## Producció

### Rodatge
El rodatge de Kon-Tiki va tenir lloc a Noruega, Malta, Bulgària, Tailàndia, Suècia i les Maldives durant tres mesos i mig. En contra dels consells de molts, els realitzadors van decidir rodar les escenes d'oceà a l'oceà obert en comptes d'un plató de rodatge, ja que consideraven que els "reptes únics" que això comportava enfortia la pel·lícula.

### Idiomes
Utilitzant una tècnica poc comuna, la pel·lícula va ser rodada simultàniament en noruec i anglès, filmant cada escena dues vegades, primer en noruec i després en anglès. Això va fer que sortissin dues versions de la cinta, la noruega, que es va estrenar a Noruega, i l'anglesa, que es va distribuir a nivell internacional. Tanmateix, en alguns casos, com en les escenes d'acció o generades per ordinador, es va fer només una sola imatge, afegint després l'anglès doblat.

## Premis
| Premi                                   | Categoria                             | Receptor                            | Resultat   |
| --------------------------------------- | ------------------------------------- | ----------------------------------- | ---------- |
| Premis Oscar                            | Millor pel·lícula de parla no anglesa | Kon-Tiki                            | Nominada   |
| Premis Globus d'Or                      | Millor pel·lícula de parla no anglesa | Kon-Tiki                            | Nominada   |
| Festival Internacional de Cinema Noruec | Publikumsprisen (Premi del Públic)    | Kon-Tiki                            | Guanyadora |
| Premis Satellite                        | Millor pel·lícula estrangera          | Kon-Tiki                            | Nominada   |
| Premis Satellite                        | Millor so                             | Baard H. Ingebretsen, Tormod Ringes | Nominats   |